# دار النعيم (نواكشوط)
دار النعيم هي إحدى مقاطعات نواكشوط التسع. تقع في الشمال الشرقي للعاصمة. تحدها من الغرب مقاطعة لكصر وتيارت ومن الجنوب مقاطعة عرفات وتوجنين. تأسست هذه المدينة عام 1988. ومن أشهر معالمها مطار نواكشوط الدولي. تتألف من عدة أحياء: حي تنسويلم، وحي الزعتر، وحي ديزويت، وحي سيز، وحي دار السلام. وحي لمغيطي وحي لغريكه  أهم أعلامها العلامة الجليل أن ولد الصف التندغي .

## أعلام
- إيساتا توريه كين